# Ruth Henig, Baroness Henig

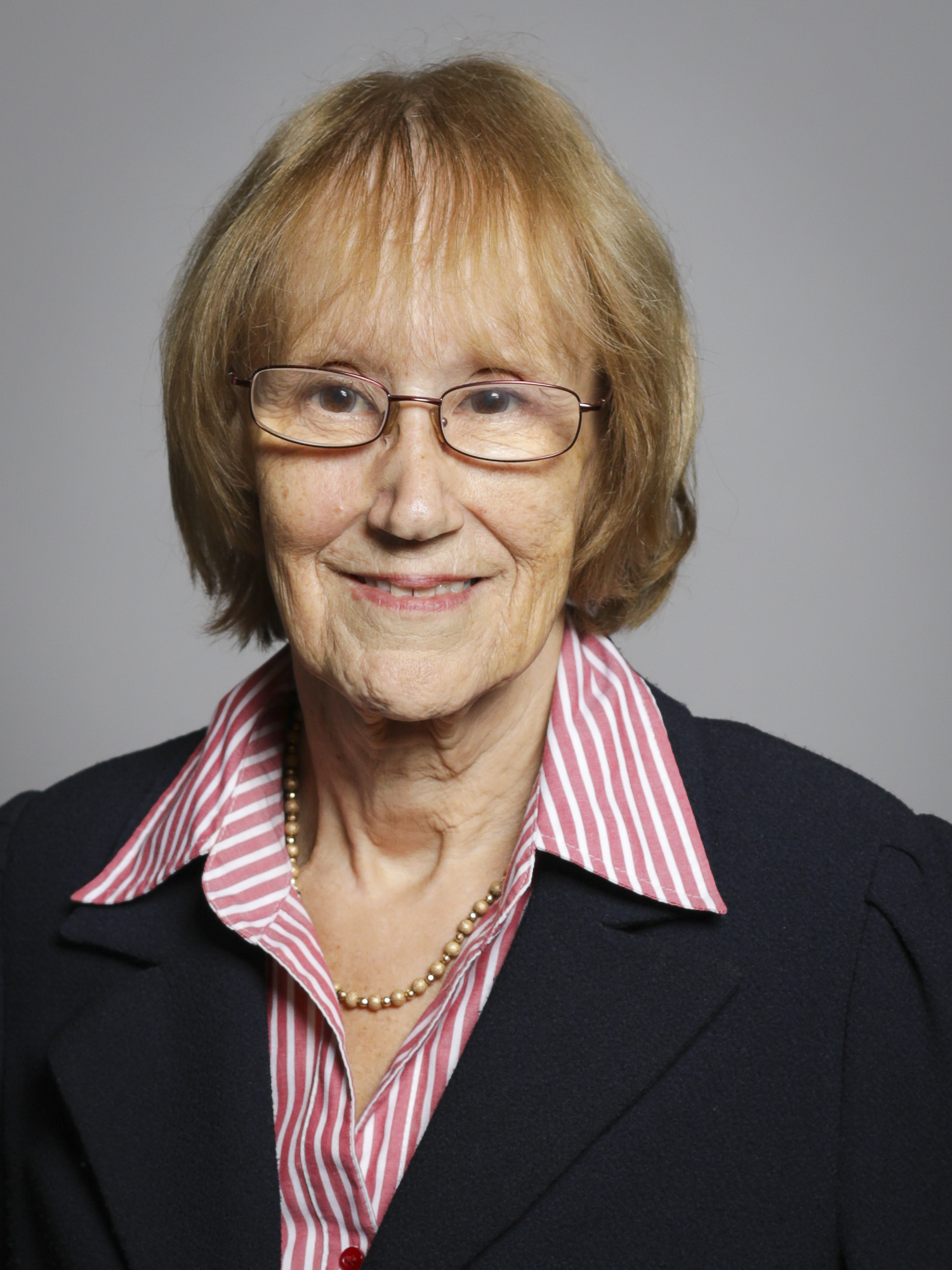
Ruth Henig, Baroness Henig

Ruth Beatrice Henig, Baroness Henig CBE, DL (geborene Munzer, * 10. November 1943; † 29. Februar 2024) war eine britische Historikerin und Labour-Politikerin.

## Familie
Ihre Eltern waren Kurt and Elfrieda Munzer, jüdische Flüchtlinge, die 1940 aus Holland in das Vereinigte Königreich kamen. Sie heiratete im Jahr 1966 ihren Kommilitonen Stanley Henig, der Abgeordneter im Unterhaus war. 1993 wurden sie geschieden. Dieser Verbindung entstammen zwei Kinder. 1994 heiratete sie Jack Johnstone.

## Akademische Karriere
Henig studierte am Regent College in Leicester und am Bedford College, wo sie 1965 mit einem B.A. in Geschichte graduierte. Sie promovierte 1978 an der Lancaster University mit einem Dr. phil. in Geschichte. Anschließend war sie dort Lecturer in Moderner Europäischer Geschichte. Sie schrieb mehrere Bücher und Beiträge zur Internationalen Geschichte des 20. Jahrhunderts.
Von 1997 bis 2000 war sie Dekan an der Faculty of Arts and Humanities und im April 2006 war sie eine der ersten sechs Personen, die die Ehrenmitgliedschaft der Lancaster University verliehen bekam.

## Politische Karriere
Henig saß von 1981 bis 2005 für Labour in der Regionalversammlung von Lancashire und war von 1999 bis 2000 die Vorsitzende. Von 1995 bis 2005 war sie Vorsitzende der Lancashire Constabulary Police Authority und von 1997 bis 2005 Vorsitzende der Association of Police Authorities. Sie war auch von 2003 bis 2005 Mitglied des National Criminal Justice Board.
Bei der Parlamentswahl 1992 kandidierte sie für den ehemaligen Sitz ihres Mannes im Wahlkreis Lancashire, schaffte es jedoch nicht, die Sitzinhaberin Elaine Kellett-Bowman zu schlagen. Sie reduzierte aber die konservative Mehrheit von 6500 auf 2000 Stimmen.
Henig wurde im Jahr 2000 der CBE verliehen und im Jahr 2002 wurde sie zum Deputy Lieutenant von Lancashire ernannt.
Am 8. Juni 2004 wurde sie als Baroness Henig, of Lancaster in the County of Lancashire, zur Life Peer erhoben und wurde dadurch Mitglied des House of Lords. Am 20. Dezember 2006 ernannte sie der Innenminister John Reid zur Vorsitzenden der Security Industry Authority.

## Interessen
In ihrer Freizeit spielte Baroness Henig gerne Bridge. Sie war auch fußballinteressiert und Fan von Leicester City.